# Cláusula de exclusión (México)
La cláusula de exclusión fue una figura del Derecho laboral mexicano que permitía a los sindicatos pactar en los contratos colectivos de trabajo y en los contratos-ley una cláusula en la cual le da la facultad para pedir al patrón la separación del empleo del trabajador expulsado del sindicato al que pertenece. Tras setenta años de vigencia, la cláusula fue declarada inconstituciónal por la Suprema Corte de Justicia.
El fundamento de la cláusula de exclusión se encuentra consagrado en el artículo 395 de la Ley Federal del Trabajo vigente, de 1970. Su antecedente lo podemos encontrar en la antigua ley del trabajo de 1931, en su artículo 236. Del citado artículo los sindicatos podían pedir y obtener la separación de su puesto del trabajador expulsado del sindicato. En esta misma ley, en su artículo 49, se establecía la cláusula de exclusión de ingreso, la cual obligaba al patrón sólo a contratar personas que estuvieran dentro del sindicato afiliado a la empresa. Estos dos artículos son los antecesores del artículo 395 de la vigente Ley Federal del Trabajo.
La cláusula fue causa de objeciones y polémicas, pero la Suprema Corte de Justicia la consideró conforme a Derecho. Para los autores más famosos, esta cláusula ha sido una de las armas más poderosas que han tenido los líderes sindicales para tomar venganza, amedrentar o imponerse a los trabajadores.
Con fecha de 17 de abril del año 2001, la Suprema Corte de Justicia de la Nación resolvió, por unanimidad, declarar inconstitucional el artículo 395 de la Ley Federal del Trabajo. El rubro de la tesis reza:

«Cláusula de exclusión por separación. Los artículos 395 y 413 de la Ley Federal del Trabajo que autorizan, respectivamente, su incorporación en los contratos colectivos de trabajo y en los contratos-ley, son violatorios de los artículos 5º, 9º y 123, apartado a, fracción XVI, de la Constitución Federal».